# Narodowa Orkiestra Dęta w Lubinie
Narodowa Orkiestra Dęta w Lubinie (The Polish National Wind Orchestra) – pierwsza polska filharmonia dęta, samorządowa instytucja kultury, powołana do życia 21 maja 2019 roku przez Radę Miejską w Lubinie. Powstała z inicjatywy prezydenta Lubina Roberta Raczyńskiego.

## Koncerty i wydarzenia artystyczne
W repertuarze Narodowej Orkiestry Dętej są utwory muzyki klasycznej, filmowej, sakralnej i rozrywkowej, wykonywane w aranżacjach na symfoniczną orkiestrę dętą.
Narodowa Orkiestra Dęta ma na swoim koncie dotychczas następujące wydarzenia artystyczne:
- Koncert inaugurujący działalność orkiestry uświetniający obchody święta niepodległości[3]. Odbył się 11 listopada 2019 roku w kościele Matki Bożej Częstochowskiej w Lubinie. Wspólnie z Narodową Orkiestrą Dętą wystąpili wtedy: Wrocławski Chór Akademicki i dyrygent prof. Alan Urbanek; Chór Akademii Wojsk Lądowych i dyrygent Maciej Wojciechowski; Chórek pod kierunkiem Marty Kołodziejczyk w składzie: Letycja Mazurek, Faustyna Krześniak, Milena Stachowska, Blanka Dziubek; Chór „Oktoich” Prawosławnego Ordynariatu Polowego; soliści: Neivi Martinez – sopran, Michał Ziemak – baryton, Patrycja Kosior – śpiew, Karolina Ziemlicka – śpiew, Michał Kubicki – śpiew, Yana Semerenko – śpiew, Natalia Witwicka – śpiew, Szymon Lichuta – trębacz, Natalia Rosa – dudy szkockie.

- Najpiękniejsze kolędy[4]. Koncert bożonarodzeniowy nagrany w kościele pod wezwaniem Matki Bożej Częstochowskiej Lubinie dla telewizji TVN. Został nagrany 17 grudnia, a wyemitowany na antenie telewizyjnej 24 grudnia 2019 roku. Kolędy i pastorałki w aranżacjach na instrumenty dęte zaśpiewali: Edyta Górniak, Kayah, Justyna Steczkowska, Joanna Jakubas, Aleksandra Gintrowska, Golec uOrkiestra, Andrzej Piaseczny, Michał Szpak, Sławek Uniatowski. Koncert poprowadził Olivier Janiak.

- Charytatywny koncert z Narodową[5]. Odbył się 14 lutego 2020 roku w hali RCS w Lubinie. Wraz z Narodową Orkiestrą Dętą wystąpili: Rafał Brzozowski, Liliana Iżyk, Ada Nasiadka, Marta Kołodziejczyk, Zbyszko Tuchołka, Marta Kołodziejczyk, tancerze ze Studia Tańca Patryk Mierzwa, Stowarzyszenie Seniorów Trzeci Wiek, młodzież z I Liceum Ogólnokształcącego, Zespół Piosenki i Tańca „Gwarkowie”, Ladies of Power, Szymon Urbanowicz, Szymon Lichuta, Kamil Matuszewski, Anna Łukaszów, Anna Wołoszyn i Natalia Rosa. Całość poprowadził Krzysztof Ibisz. Dochód z cegiełek oraz licytacji wyniósł ponad 77 tysięcy złotych. Pieniądze zostały przeznaczone na pomoc podopiecznym trzech organizacji: Stowarzyszenia „Równe Szanse”, Stowarzyszenia „Palium” i Fundacji Centrum Psychoonkologii „Vivre”.

- Udział w #hot16challenge2[6][7] – charytatywnym wyzwaniu artystycznym. Uczestnicy akcji mieli nagrać 16 wersów i nominować kolejne osób do udziału w przedsięwzięciu. Rapowanej akcji towarzyszyła zbiórka – „Beef z koronawirusem #hot16challenge” na siepomaga.pl. Nominowani i fani mogli wpłacać pieniądze na pomoc pracownikom służby zdrowia w walce z koronawirusem.

- Występ w #hot16challenge2 z Aleksandrą Kurzak[8].

- Koncert „Wind(s) on the Hill”[9] odbył się 29 sierpnia 2020 roku w Lubinie. Podczas widowiska w reżyserii Mariusza Dziubka Narodowa Orkiestra Dęta wykonała utwory znane z filmów, m.in. „Harry’ego Pottera”, „Gry o tron”, „Ojca chrzestnego”, „Gladiatora”. Koncert nawiązywał do rocznicy Zbrodni Lubińskiej i 100. rocznicy urodzin św. Jana Pawła II.

- Totus Tuus[10][11] – koncert w ramach VIII Lubińskiego Wieczoru Papieskiego odbył się 11 października 2020 roku w kościele pw. św. Jana Bosko w Lubinie. Orkiestra wystąpiła wspólnie z chórem wyłonionym w trakcie castingu wśród mieszkańców Lubina i okolic. W trakcie koncertu odegrano utwory bliskie sercu papieża w zupełnie nowych aranżacjach.

- Świąteczna Opowieść[12][13] – świąteczny koncert, w którym 23 grudnia 2020 r. Narodowa Orkiestra Dęta zagrała kolędy i pastorałki wspólnie m.in. z Eweliną Lisowską i Kamilem Bednarkiem.

- Koncert Noworoczny 2021[14] zaprezentowany został 1 stycznia 2021 roku na kanale You Tube. Orkiestra wystąpiła wspólnie z Aleksandrą Kurzak, solistką nowojorskiej Metropolitan Opera. Sopranistka zaśpiewała dwie arie. W drugiej części koncertu orkiestra zagrała Boléro Maurice’a Ravela. Patronat nad wydarzeniem objęła TVP Kultura.

- Przeboje al’dęte – konkurs dla wokalistów[15] przeprowadzony w dniach 7 kwietnia – 5 września 2021 r. Finałowy koncert[16] odbył się w Opolu 4 września. Wcześniej zbierane były zgłoszenia, a uczestnicy – 10 wokalistów – wyłonieni przez jury wzięli udział w dwudniowych warsztatach z Elżbietą Zapendowską.

- Wielki Koncert z Narodową Orkiestrą Dętą – pierwszy koncert po pandemii, który odbył się 29 maja 2021 r. przed publicznością zgromadzoną na Dziedzińcu Narodowej w Lubinie. Orkiestra zagrała znane utwory, występując wspólnie z polskimi wokalistami, m.in. Krzysztofem Cugowskim, Kasią Moś, Kamilem Bednarkiem, oraz polskimi hip-hopowcami: Grubsonem, Abradabem i Rahimem.

- Mistrzostwa Polski w Tańcu Towarzyskim (26 czerwca 2021 r.)[17]. Orkiestra grała podczas gali finałowej, prowadzonej przez Iwonę Pavlović.

- Wniebodęte![18] – koncert dziękczynny, który odbył się na lubińskich błoniach. Koncert poprzedzony był kilkudniowymi warsztatami (wokalnymi i bębniarskimi). Uczestnicy warsztatów wystąpili wspólnie z orkiestrą podczas koncertu finałowego.

- Występ podczas XXX Forum Ekonomicznego w Karpaczu[19] 9 września 2021 r. Narodowa Orkiestra Dęta zagrała z wokalistką Kasią Moś podczas gali podsumowującej wydarzenie.

- Pierwsza symfoniczna trasa koncertowa[20]. Od 4 października 2021 r. do 29 listopada 2021 r. Narodowa Orkiestra Dęta pod kierunkiem Mariusza Dziubka zagrała w salach koncertowych i filharmoniach w: Lubinie, Łodzi, Gdańsku, Wrocławiu, Szczecinie, Lublinie, Rzeszowie i Krakowie. Orkiestra w składzie 70-osobowym wykonywała m.in. Boléro Maurice’a Ravela, Uwerturę do Zemsty nietoperza Johanna Straussa (syna), Planetę Mars Gustava Holsta, Błękitną rapsodię George’a Gershwina, Uwerturę pittsburską Krzysztofa Pendereckiego. Z orkiestrą wystąpili soliści: trębacz Sławomir Cichor, saksofonista Paweł Gusnar, saksofonista Bartłomiej Duś. Koncerty prowadziła Anna Karna.

- Charytatywny Koncert z Narodową (II edycja) odbył się 22 kwietnia 2022 r. w Lubinie. Tym razem widowisko towarzyszyło balowi i zbiórce pieniędzy dla podopiecznych Stowarzyszenia „Równe Szanse” i Fundacji Centrum Psychoonkologii „Vivre” oraz uchodźców z Ukrainy. Razem z orkiestrą wystąpili m.in.: Abradab, Anna Wyszkoni, Dagadana, Grubson, Kleszcz, Liroy, Maria Sadowska, Mesajah, No Logo, Rahim, Sławomir Cichor.

- Wniebodęte! Festiwal im. Marka Garcarza[21] po raz kolejny połączony był z warsztatami. Finałowy koncert, podczas którego zagrało i zaśpiewało w sumie ponad 150 osób – muzyków orkiestry i chóru złożonego z uczestników warsztatów[22], miała miejsce w Lubinie na błoniach 24 czerwca 2022 r.

- Koncert Narodowej Orkiestry Dętej w Lubinie podczas gali XXXI Forum Ekonomicznego w Karpaczu[23] – 6 września 2022 r.

- Koncert Świąteczny w Cuprum Arena w Lubinie odbył się 16 grudnia 2022 r. Podczas koncertu Big Band Narodowej Orkiestry Dętej wraz z chórem złożonym z mieszkańców Lubina i okolic wykonał kolędy i piosenki świąteczne[24][25].

- Występ Narodowej Orkiestry Dętej podczas Lubińskiej Gali Sportu – 9 marca 2023[26][27].

- Charytatywny Koncert z Narodową (III edycja) odbył się 22 kwietnia 2023 r. w Lubinie[28]. Widowisku połączonemu z balem towarzyszyła zbiórka pieniędzy dla podopiecznych Stowarzyszenia „Równe Szanse” i Fundacji Centrum Psychoonkologii „Vivre”. Razem z orkiestrą wystąpili m.in.: Natalia Kukulska, Mateusz Krautwurst, Michał Grobelny, Patrycjusz Gruszecki[29].

- Wniebodęte! Festiwal im. Marka Garcarza (III edycja)[30] po raz kolejny połączony był z warsztatami[31]. Podczas koncertu wystąpili muzycy Narodowej Orkiestry Dętej, soliści oraz chór. Finałowy koncert miał miejsce w Lubinie na błoniach 25 czerwca 2023 r.

- Cztery Pory Roku z Narodową – cykl koncertów kameralnych nawiązujący do pór roku. AKT I – Wiosna – koncert, który odbył się w Centrum Kultury Muza w Lubinie[32], z repertuarem romantycznym oraz wiosennym – 22 marca 2023. Akt II – Lato odbył się na dziedzińcu Narodowej Orkiestry Dętej[33]. Był to koncert jazzowy – 27 maja 2023. AKT III Jesień to koncert pod hasłem: Od Bacha do Wacha, czyli saksofonowy misz masz – 18 października 2023. AKT IV Zima – 3 grudnia 2023 Kameralny Zespół Narodowej Orkiestry Dętej w Lubinie zagrał pod batutą Justyna Chmielek-Korbut|Justyny Chmielek-Korbut. Marcin Korbut zapewnił basowe brzmienie.

- Festiwal Kina Organowego w Lubinie[34]. To trzy dni wypełnione niemymi kadrami z filmów, które wzbogaciła muzyka organowa improwizowana na żywo – 27–29 lipca 2023 r.

- W sierpniu 2023 r. zorganizowane zostały Praktyki z Narodową[35]. Były skierowane do pasjonatów muzyki, studentów oraz absolwentów wyższych uczelni muzycznych – instrumentalistów grających na flecie, klarnecie, oboju, saksofonie, fagocie, trąbce, waltorni, eufonium, puzonie, tubie bądź instrumentach perkusyjnych.

- Finałowy Koncert Praktyk z Narodową[36] to dawka muzyki będącej wynikiem pasji i pracy praktykantów, którzy przez tydzień uczestniczyli w wykładach, ćwiczeniach i próbach orkiestrowych. Na scenie swoje siły połączyli muzycy Narodowej Orkiestry Dętej wraz z praktykantami oraz lokalnymi solistami. Orkiestra wystąpiła pod batutą Wojciecha Kwiatka. Koncert odbył się 30 sierpnia 2023 r.

- Msza D-dur op.86 Antonina Dvořáka[37] – 1 października 2023 r. – dzieło czeskiego kompozytora wykonały Narodowa Orkiestra Dęta oraz Chór SKAN Wokalnej Muzyki Dawnej pod batutą Agnieszki Franków-Żelazny.

- Zaduszki Jazzowe[38] odbyły się 4 listopada 2023 r. Muzykę do tego koncertu skomponował Michał Jurkiewicz. W koncercie udział wzięli soliści Magda Steczkowska oraz Marcin Jajkiewicz. Wystąpił również Sienna Gospel Choir oraz muzycy: Kamil Barański, grający na instrumentach klawiszowych, Szymon Kamykowski na saksofonach. Na historycznych, barokowych organach zagrał Michał Jurkiewicz.

- Pierwsza Gwiazdka z Narodową[39] – 15 grudnia 2023 – Brass Band Narodowej Orkiestry Dętej, czyli zespół składający się wyłącznie z muzyków grających na instrumentach dętych blaszanych wystąpił na scenie Inkubatora Przedsiębiorczości w Lubinie razem z wokalistami i chórem dziecięcym mieszanym.

- Koncert Kolędowy[40] – 29 grudnia 2023 – NOD wykonała kolędy i pastorałki wspólnie z Chórem LimaNovum pod dyrekcją Ivana Vrublevskyiego, a Michał Markuszewski zagrał na organach.

- IV Charytatywny Koncert z Narodową „Najpiękniejsze Musicale Świata”[41] odbył się 3 lutego 2024 r. Narodowa Orkiestra Dęta zagrała pod batutą Jana Stokłosy.

## Płyta
Windrap! Orchestra to fuzja muzyki symfonicznej i rapu. Płyta ukazała się 22 kwietnia 2022 r. Narodowa Orkiestra Dęta nagrała ją wspólnie z raperami i wykonawcami z polskiej sceny muzycznej. Są to: Liroy, Vienio, Łona, Afrojax, Rahim, Kleszcz, Abradab, Grubson, Jarecki, Vixen, Mesajah i Kasta, Matheo, Dagadana, zespół NO LOGO oraz Maria Sadowska.